# Великая Буромка
Вели́кая Буро́мка (укр. Велика Бурімка) — село в Золотоношском районе Черкасской области Украины. Расположено на реке Буромка (Буромля).
На восточной окраине села расположено древнерусское городище, которое многие историки и археологи отождествляют с летописным городом Римовом, разрушенным в конце XII века половцами. В более поздний период называлась Буромля и входила в состав Вишневетчины. По инвентарю 1641 года значится 158 господарей (хозяев). В 1666 году черкасские и чигиринские казаки с помощью татар и поляков ограбили окрестности Буромки.
В XIX веке принадлежало черниговскому губернатору Александру Фролову-Багрееву и его жене Елизавете, дочери реформатора М. М. Сперанского. В начале XX века известно как усадьба Кантакузенов-Сперанских. Частично сохранился только усадебный парк.
Почтовый индекс — 19940. Телефонный код — 4739.

## Население
Население по переписи 2001 года составляло 1967 человек.

### Языковой состав
Родной язык населения по данным переписи 2001 года:
| Язык       | Численность, чел. | Доля     |
| ---------- | ----------------- | -------- |
| Украинский | 1 886             | 95,88 %  |
| Русский    | 79                | 4,02 %   |
| Другое     | 2                 | 0,10 %   |
| Итого      | 1 967             | 100,00 % |

## Известные жители и уроженцы
- Герасименко, Василий Филиппович (1900—1961) — советский военачальник, в годы Великой Отечественной войны командующий армиями, генерал-лейтенант.
- Горбачёва, Татьяна Никифоровна (1930—2008) — Герой Социалистического Труда.
- Касименко, Александр Карпович (1905—1971) — историк, доктор исторических наук, профессор. Лауреат Государственной премии СССР.